# Josip Pangerc
Josip Pangerc (Josephus Casparus Pangerc, Giuseppe Pangerz), slovenski politik, glasbenik, skladatelj, sodnik, kulturni delavec, zemljiški veleposestnik, podjetnik, nadoficir. * 3. januar 1868, Dolina, Trst, Avstrijsko cesarstvo, † 6. julij 1925, Kraljevina Italija.
Bil je tudi dolgoletni nadžupan občine Doline, habsburški cesarjev deželni  poslanec in odbornik za gospodarstvo, italijanski kraljevi deželni odbornik, državni funkcionar in častnik Cesarski kraljevi vojski in v Cesarski in kraljevi vojni mornarici.

## Življenjepis

### Otroštvo in mladost
Josip Pangerc se je 3.januarja rodil Jožefu Jakobu Pangerc in Mariji Kočevar por. Pangerc v rodbinski hiši v Dolini. Krstili so ga z imenom Josephus Casparus. Josipov oče Jožef Pangerc (rojen 15.avgusta 1823) je bil veleposestnik in sodnik. V 50. letih 19.stoletja je bil od oblasti postavljen za nadžupana (Podestà) obsežne občine Dolina.
Josipovo nadarjenost je že v njegovem otroštvu spoznal tedanji dolinski dekan vitez Jurij Greogrius Jan, ki je nagovoril starše, da so dečka po dokončani večstopenjski šoli v Dolini vpisali na Realko v Ljubljano. Istočasno se je Josip vpisal na orglarsko šolo v Ljubljani pri profesorju Antonu Foersterju. Po dokončani izobrazbi se je v vrnil v svojo rojstno vas Dolino. Takoj je kot 16-letni fant prevzel cerkveno orglanje in ljudsko petje. Istočasno se je zaposlil v občinskem uradu in se začel privajati občinskega poslovanja. Pangerc se je po dokončanih študijih v Ljubljani odločil za nadaljnje šolanje. Diplomiral je z odliko na Cesarski in kraljevski trgovski in pomorski akademiji v Trstu (tedaj je ta zavod veljaj za študij univerzitetne stopnje). Poleg maternega jezika – slovenščine - je obvladal še nemški, italijanski, hrvaški, madžarski in francoski jezik.

### Odraslost
Čez nekaj let je bil Josip organist in zborovodja. Za zborovsko petje je napisal tudi več priredb in avtorskih pesmi. Bil je občinski tajnik, zatem župan in deželni državni poslanec in deželni odbornik. Nato je bil izvoljen v gospodarski in finančni deželni odbor za celotno istrsko deželo oziroma Markrofijo Istro. Užival je sloves strokovnjaka v finančnih, trgovskih in prometnih zadevah. Poleg vseh teh nalog je imel še veliko drugih obveznosti, ki so mu jih nalagala razna gospodarska in kulturna društva. Leta 1894 je ponovno obudil in ustanovil izobraževalno-pevsko društvo v Dolini in predlagal njegovo poimenovanje po Valentinu Vodniku. V Pangerčevem družinskem arhivu obstaja arhivski fond namenjen omenjeni kulturni ustanovi. 
Pangerc je bil večletni predsednik Okrajne kmetijske zadruge, ustanovitelj, predsednik in do smrti odbornik Posojilnice in hranilnice v Dolini, ustanovitelj in večletni predsednik Okrajne vinarske zadruge v Dolini, odbornik političnega društva Edinost, predsednik podružnice Šolskega društva, ustanovitelj hidro-termalnega zdravilišča po Kneippovem načinu v Dolini, generalni cesarski in kraljevski poštni ekspedient za dolinsko občino itd., itd.
Zaslužen je za zidavo šolskih stavb v občini Dolina. Pod njegovim županovanjem so pozidali šolske stavbe v Ricmanjih, Borštu, Boljuncu, Ospu ter veliko jubilejno šolo v Dolini, ki je bila zgrajena ob 60. jubileju vladanja cesarja Franca Jožefa I. Leta 1906 je občina zgradila državno cesto čez Dolino, vse do Mačkolj, Socerba in Kastelca. Pred tem posegom ni bilo med navedenimi vasmi cestnih povezav; obstajale so le poti.
Leta 1908 je Pangerc kandidiral na deželnozborskih volitvah v Istri in četrtem volilnem okraju splošne skupine. Pri kampanji mu je pomagal časopis Edinost. Bil je izvoljen za deželnega poslanca. Zato je mnogokrat potoval na Dunaj in v druge kraje. Na Dunaju je bil leta 1910 in kasneje leta 1912 z državnim poslancem Matkom Mandićem v avdienci pri cesarju Francu Jožefu I. 
Januarja 1913 je bil že četrtič zapored izvoljen za nadžupana, kar potrjuje njegovo izjemno zaupanje med prebivalstvom. Njegov politični in gospodarski vpliv je vzbujal tudi zavist – decembra istega leta je bil žrtev načrtovanega ropa občinskega denarja. Med prenosom večje vsote v Poreč sta ga varuha na vlaku uspavala, denar izročila tretji osebi in izginila. Rop je sprožil revizijo, ki je razkrila še druge nepravilnosti in izginule občinske registre. Čeprav Pangerc ni bil kriv in nikoli obsojen, je iz občutka dolžnosti kot nadžupan izgubo poravnal iz lastnega premoženja. Večina časopisov ga je branila – v njegovem ravnanju so videli izraz poštenosti in zvestobe narodu. Edinost je zapisala, da so mu nasprotniki želeli vzeti najdragocenejše: zaupanje ljudstva. A tudi ta krivica ni omajala njegovega značaja – »vse, kar je bilo zdravega v ljudstvu, je ostalo zvesto na Pangerčevi strani.«. Zaradi zdravstvenih razlogov in razočaranja se je marca 1914 odločil za umik v zasebno življenje, a mu to ni bilo dano, saj se je nekaj mesecev kasneje začela prva svetovna vojna
Med prvo svetovno vojno bil je Pangerc kot državni funkcionar od leta 1915 do leta 1916 v Budimpešti in nato od leta 1916 do leta 1919 na Dunaju, kjer je opravljal svojo službo. Po vojni je Pangerc v Dolini takoj nadaljeval narodno delo: obudil je slovenske kulturne dejavnosti, tudi društvo Vodnik in cerkveni pevski zbor, ter znova odprl Pangerčevo dvorano. Po letu 1920 so fašistične skupine začele sistematično represijo proti Slovencem, vključno z uničenjem 134 slovenskih društvenih stavb in požigom Narodnega doma v Trstu 13. julija 1920. Med državnozborskimi volitvami leta 1921 je Pangerčevo delovanje ogrozilo njega in njegovo družino, predvsem zato, ker je učil slovensko petje.  Pangerc je bil skupaj z bivšim šolskim nadzornikom Matejčičem in z Vratovićem tudi od italijanske kraljeve vlade imenovan za odbornika Istrskega deželnega odbora – surogata za deželno avtonomijo, dokler ni bila Dolina priključena k Tržaški pokrajini, in bil tako edini slovenski predstavnik v Istri.

### Atentati med državnozborskimi volitvami
9. maja 1921 je skupina sedmih fašistov iz Trsta z orožjem vdrla v Pangerčevo hišo v Dolini, zahtevali so glasovnice in jih nato sežgali. Z revolverji so grozili Josipovi ženi in otrokom ter hoteli zažgati hišo. 20. maja 1921 so poskušali ponovno ujeti Pangerca, medtem ko je poučeval slovensko narodno petje v cerkvi, a jim ni uspelo, ker je pravočasno zbežal. 26. maja 1921 so črnosrajčniki ob osmih zjutraj čakali na Pangerca pred hišo in vrgli nanj bombo, ko je odhajal. Pangerc se je takoj zatekel za vrata hiše, eksplozija je razbila okna in povzročila gmotno škodo.
Ko je županstvo Občine Dolina januarja 1922 razpisalo občinske volitve, je Josip Pangerc ponovno prejel najvišje število glasov, kar je dokazovalo priznanje, ki ga je užival pri ljudstvu. Zaradi zdravstvenih razlogov pa se ni pustil imenovati za župana in je sodeloval kot občinski odbornik.
4. marca 1922 je tržaško sodišče odredilo ukinitev rabe slovenskega jezika na sodišču. Eden prvih, ki je javno protestiral proti tej odločitvi, je bil Josip Pangerc, ki je na zasedanju občinskega odbora v Dolini 6. aprila 1922 ter na zasedanju deželnega odbora glasno izražal nezadovoljstvo zaradi te zgodovinske spremenbe in ostro kritiziral takratno italijansko vlado. Zaradi tega je bil vpisan v tako imenovano črno knjigo, ki je vsebovala imena političnih nasprotnikov režima.

### Častno slovo Josipu Pangercu
Črno obdobje je Josipa Pangerca hudo prizadelo, zdravje mu je začelo pešati, zlasti po smrti ljubljene soproge Uršule 6. januarja 1925. Tik pred smrtjo ga je obiskal tržaško-koprski škof dr. Alojzij Fogar. Zahvalil se mu je za življenjski prispevek k slovenski Cerkvi in mu podelil poseben blagoslov. Josip Pangerc je umrl v ponedeljek, 6. julija 1925, ob 11.45, star 57 let. Njegov pogreb je bil kljub tedanjemu režimu eden redkih veličastnih pogrebov kakega Slovenca v Istri in na Tržaškem. Čeprav si je Josip Pangerc v svoji zadnji oporoki želel skromen pogreb v družinskem krogu in brez glasbe, je prefektovski komisar v Dolinski občini Alfredo Scialpi razglasil 8. julij za dan občinskega žalovanja in v znak priznanja pokojnikovih visokih zaslug odredil svečan pogreb z visokimi častmi na državne stroške. Pogrebna svečanost je v celoti potekala v slovenskem jeziku.
Na pogrebu se je zbralo več tisoč ljudi. Zastopana je bila vsa tamkajšnja visoka duhovščina iz dolinske dekanije in iz koprsko-tržaške škofije ter tržaške, dolinske in pokrajinske oblasti, bivši deželni odborniki in svetovalci, vsi šolarji in učitelji dolinske občine (deželni komisar, občinski komisar, predstavniki občinskih oblasti, predsednik in odborniki političnega društva Edinost za Trst in Istro, Laginja, Cotič, predsednik društva "Valentin Vodnik" Josip Čuk s celotnim odborom, predsedniki in odborniki okrajne kmetijske zadruge, hranilnice in posojilnice v Dolini in vinarske zadruge itd.) in še drugi visoki funkcionarji.
Žalni obred v dekanijski cerkvi sv. Urha škofa v Dolini je vodilo 6 duhovnikov. Zadušnico sta s petjem spremljala cerkveni pevski zbor in zbor društva Vodnik. Pogreb se je vršil po takratnih protokolarnih pravilih z vsemi visokimi častmi pokojniku. Med žalnim pohodom do pokopališča je igrala žalne pesmi godba iz Plavij. Na pokopališču so sledili še govori državnega komisarja, župnika g. Malalana, predsednika društva Vodnik Čuka ter ostalih dveh predsednikov političnega društva "Edinost" za Trst in Istro. Med žalnim sprevodom so Pangercu v spomin nesli 6 velikih vencev s spominskimi napisi.
Prefekturni občinski komisar Alfredo Scialpi, imenovan v času utrjevanja fašističnega režima, je kot priznanje za velike zasluge dolgoletnega župana in odbornika Josipa Pangerca odredil, da se pogreb izvede na občinske stroške. 
Tržaški prefekt dr. Amedeo Moroni je po pogrebu Josipa Pangerca občinskemu prefekturnemu komisarju Scialpiju poslal zasebno pismo, v katerem ga je povprašal po razlogih, zaradi katerih je bil Pangercu organiziran tako svečan pogreb.

Občinski prefektovski komisar Scialpi mu je v odgovoru zapisal:
»V zvezi z Josipom Pangercem, ki je umrl v tej občini dne 6. julija 1925, izhaja, da je bil edina oseba z izobrazbo, ki je presegala izobrazbo vseh njegovih sovaščanov. Zaradi tega se je prebivalstvo pogosto obračalo nanj in mu priznavalo pravico, da jih zastopa. Občino je vodil približno dvajset let – sprva kot tajnik, pozneje pa kot nadžupan.
Pokojnik je bil po značaju blag in dobrosrčen. Njegova politična usmerjenost je bila izrazito slovenska. Menil je, da je prisotnost Italije v teh krajih naravna posledica 'Zmage' v prvi svetovni vojni. Novemu redu se je – vsaj navidezno – v določeni meri prilagodil. Pangerc mi je v precejšnji meri pomagal pri zahtevnih administrativnih preverjanjih v času prehoda iz Avstro-Ogrske v Kraljevino Italijo. V zvezi z nepravilnostmi nekaterih upraviteljev, ki so ga nasledili, mi je posredoval številne informacije – te so bile vedno ne samo resnične, temveč tudi objektivne in dostojanstvene.«
V časopisni kroniki je izšlo več kot 40 člankov, v katerih so zapisali, da se je v Dolini zbrala večtisočglava množica. Zabeležili so, da je bilo nemogoče stopiti do pokojnikovega doma, saj se je v vasi trlo žalujočih. Lokalni časopis Edinostiz Trsta je objavil štiri obsežne članke o izgubi Josipa Pangerca. Med drugim je novinar zapisal, da še niso beležili tako velike množice ljudi v Bregu in da je bil vaški trg preplavljen z žalnimi gosti. Medtem ko so pokojnika polagali v grob, se je iz spodnjega dela vasi še vedno vila procesija ljudi, ki so se v sprevodu pomikali proti pokopališču nad vasjo. O izgubi Josipa Pangerca so na prvih straneh pisali tudi časopisi Mali list, Novice in Slovenec iz Ljubljane ter nekateri hrvaški časopisi. 

### Večstopenjska državna šola Josip Pangerc
Njemu gre zasluga, da so med njegovim županovanjem nastale slovenske šole v dolinski občini: v Ricmanjih, v Borštu, v Boljuncu, na Ospu, predvsem pa velika jubilejna šola v Dolini, sedaj sedež večstopenjske šole, ki je bila zgrajena leta 1908 ob 60. letnici Cesarjevega vladanja. Občina se je s tem tako zadolžila, da je bila še mnogo let v hudih finančnih težavah. Na tem sloni tudi utemeljitev Zavodnega sveta, da so 15. marca 2014 državno večstopenjsko šolo slovesno poimenovali po Josipu Pangercu, ki je dal šolstvu v Dolini velik zagon, posejal občino s postojankami slovenske kulture, ki so se ohranile tudi v težkih časih vsiljene italianizacije.
Pangerčev doprinos na področju šolstva v vaseh sedanje dolinske in miljske občine je bila pomembna naložba za bodoče generacije: prispeval je h kapilarnemu širjenju slovenske besede v dolgotrajni in obvezni ustanovi, dvignil je kulturno raven kmečke mladine, drugače obsojene na nepopolno in pomanjkljivo izobraževanje. Nenazadnje je stavba dolinske srednje šole v 20. letih gostovala neko vrsto večstopenjske šole ante litteram , ko so v njej za nekaj časa sobivali otroški vrtec, osnovna šola in šola, ki je uvajala v poklic.
Danes večstopenjska šola Josipa Pangerca združuje vse slovenske otroške vrtce, osnovne šole in srednjo šolo v občinah Dolina in Milje (Muggia) v Italiji.

### Velika razstava v Narodnem Muzeju Slovenije
Od decembra 2024 do maja 2025 je Narodni muzej Slovenije v Ljubljani organiziral obsežno razstavo z naslovom »Pišem vam iz Doline pri Trstu … Josip Pangerc«, posvečeno življenju in delu velikega slovenca Josipa Pangerca. Razstava je bila zasnovana kot poklon njegovi znanstveni in narodnostni zapuščini ter je ob tej priložnosti združila pomembne dokumente, predmete in korespondenco iz zgodovinskega arhiva rodbine Pangerc iz Doline ter slovenskih in italijanskih državnih in cerkvenih arhivov. Razstava je bila prva tovorstna razstava in je prvič v javnosti strokovno prikazal zgodovino dolinske škofovkske prafare in Josipa Pangerca. Projekt je potekal v sodelovanju s Srednjeevropskim inštitutom in je bil deležen izjemnega zanimanja strokovne in širše javnosti. Že istega leta je bila omenjena razstava deležna državnega priznanja Republike Slovenije, in bila nagrajena s  Častno Valvasorjevo nagrado, ki jo podeljuje Slovensko Muzejsko društvo.
Razstava je pomenila veliko priznanje kulturni dediščini Josipa Pangerca s strani državnih institucij Republike Slovenije in Italije, kar se je odražalo tako v uradni podpori kot tudi v zaščiti njegovega arhiva kot kulturnega spomenika. Obiski visokih državnih gostov iz Republike Slovenije in Republike Italije ter visoka strokovna priznanja, kot je Valvasorjevo priznanje avtorju razstave, dodatno potrjujejo razstavo kot pomemben kulturni dogodek nacionalnega pomena. Razstavo si je ogledalo skoraj dvajset tisoč obiskovalcev.

## Delo

### Dosežki
- Cesarski in kraljevi deželni in državni poslanec v letih 1908–1914 in 1921-1924.
- Dvakrat nadžupan Občine Dolina pri Trstu (1901-1914).
- Občinski tajnik Občine Dolina pri Trstu (1886–1901).
- Občinski odbornik Občine Dolina pri Trstu.
- Cesarski in kraljevi deželni odbornik v gospodarskem in finančnem svetu Istrske Markgrofije (1908-1914).
- Odbornik političnega društva Edinost.
- Odbornik in predsednik "Političnega društva za Hrvate in Slovence v Istri".
- Cesarski in kraljevski poštni ekspedient za dolinsko občino.
- Član oficirjev Cesarske in kraljeve mornarice v Pulju Offizierkorps des Ersatzbataillons des K.u.K I.R.Nr.31.
- Družina in sorodniki rodbine Pangerc. 1898Častni član Krajne tržaške podružnice mornarniške družbe pod pokroviteljstvom Nadvojvode Franca Ferdinanda Habsburškega.
- Član Senata porotnega sodišča v Trstu od leta 1908.
- Ustanovitelj hidrotermalnega zdravstvenega centra Zračno in vodno zdravilišče po Kneeipovem načinu v Dolini.
- Ustanovitelj, predsednik in odbornik Hranilnice in posojilnice v Dolini.
- Ustanovitelj in predsednik Vinarske kmetijske zadruge v Dolini.
- Pevovodja, predsednik in odbornik društva Vodnik v Dolini.
- Član Glasbene Matice v Ljubljani
- Odbornik tržaške podružnice Šolskega društva v Trstu.
- Predsednik krajnega šolskega sveta za dolinsko občino v letih 1901-1914.
- Predsednik političnega društva za Hrvate in Slovence v Istri
- Odbornik in ustanovitelj Šolskega društva za Primorsko (1920)
- Predsednik slovenskega planinskega društva iz Ljubljane za okraj dolinske občine.
- Zborovodja in organist v dolinski pražupnijski cerkvi sv. Urha od leta 1883 do smrti.

### Cesarska priznanja
Za zasluge je prejel odlikovanja iz Reda cesarja Franca Jožefa I. in vojaško medalijo kraljevine Italije.